# 行國巨星介
行國巨星介（学名：Macrocypris hsingkuoa）为巨星介科巨星介屬下的一个种。